# Saxifraga hirsuta
Espèce
Classification phylogénétique

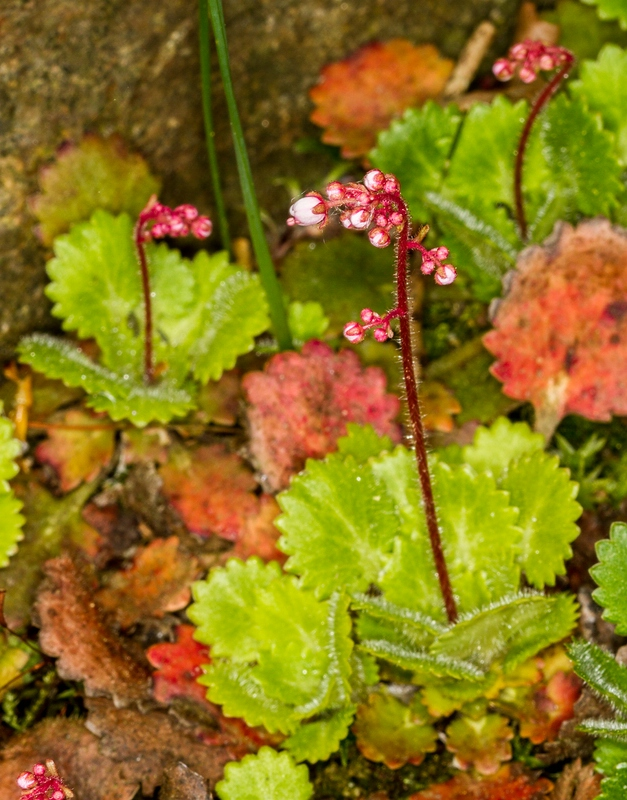
Saxifrage hérissée.

Saxifraga hirsuta, la Saxifrage hérissée, Saxifrage hirsute ou Faux désespoir-des-peintres, est une espèce de Plantes à fleurs de montagnes et collines de la famille des Saxifragacées originaire d'Europe.

## Description
C'est une plante herbacée vivace haute de 10 à 40 cm. La tige est frêle sans feuilles. Celles-ci forment une rosette radicale, sont dentées, pourvues d'un long pétiole hérissé de poils blancs. Les fleurs blanches sont groupées en panicule, les sépales sont réfléchis vers la tige, les cinq pétales blancs sont ponctués de jaune et de rouge, les dix étamines aussi longues que les pétales. Floraison de juin à aout.

## Habitat
Sous-bois et rochers ombragés, sur un sol un peu humide, de 600 à 1 800 m.

## Distribution
Portugal, Espagne, Irlande ; en France : Pyrénées occidentales jusqu'à l'Ariège. Subspontané dans les Vosges et l'Europe centrale.